# Deizisau
Deizisau è un comune tedesco di 6 569 abitanti, situato nel land del Baden-Württemberg.